# Marie-Louise Bouglé

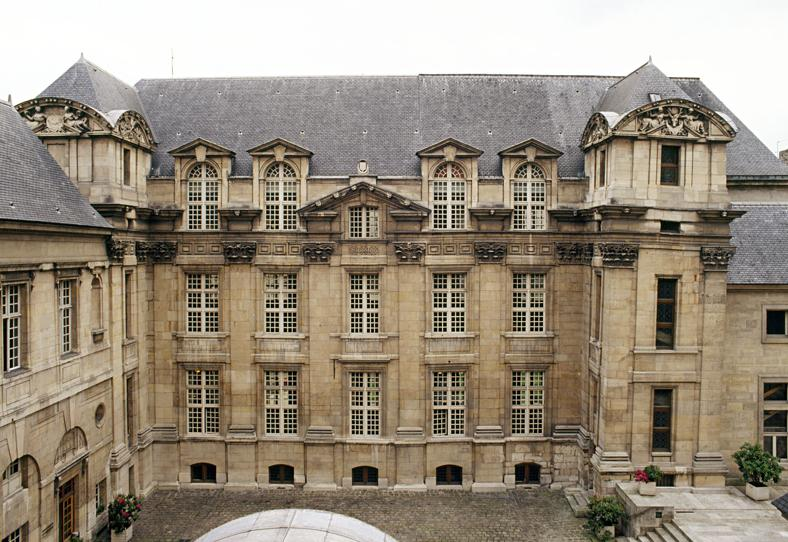
Bibliothèque historique de la ville de Paris, Aufbewahrungsort des Fonds Bouglé

Marie-Louise Françoise Bouglé (* 5. Januar 1883 in Argouges; † 13. Juni 1936 in Paris) war eine französische Feministin.

## Leben
Marie-Louise Bouglé war die Jüngste in einer Familie mit elf Kindern. Ihr Vater war Ziegelbrenner. Mit zehn Jahren verließ sie die Schule. Als sie mit 11 Jahren verwaiste, zog sie zu ihrer Schwester nach Paris. Tagsüber arbeitete sie als Verkäuferin. Abends lernte sie Stenographie, Buchhaltung, Englisch, Spanisch und Deutsch und besuchte Vorträge an Volkshochschulen. Sie wurde Buchhalterin und Kassiererin in einem Restaurant im Austausch für kostenlose Mahlzeiten.
1910 nahm sie an einem Vortrag von Cécile Brunschvicg teil. Sie lernte die feministischen Bewegungen kennen und trat der Union française pour le suffrage des femmes bei. Nach dem Ersten Weltkrieg wurde ihr bewusst, wie wichtig es ist, Nachweise über die feministische und pazifistische Bewegung zu dokumentieren, zu zentralisieren und zusammenzutragen. 1921 begann Marie-Louise Bouglé damit, in ihrem Haus eine Bibliothek aufzubauen. Bis 1923 umfasste ihre Bibliothek 12.000 Dokumente, die sie an zwei Abenden pro Woche der Öffentlichkeit zugänglich machte.
Sie kontaktierte die Erben von Léon Richer und Caroline Kauffmann und erwirkte Vermächtnisse. Sie sammelte die persönliche Korrespondenz und die Fotos ihrer Freundinnen und Kolleginnen, die Manuskripte ihrer Notizen für unvollendete Biografien berühmter Frauen und ihre Studien über die Arbeitsbedingungen von Frauen. Der Ruf ihrer Bibliothek wuchs und sie tauschte sich mit anderen ausländischen feministischen Bibliotheken aus.
Nach ihrer Heirat im Jahr 1933 widmete sich Marie-Louise Bouglé ganz ihrer Arbeit als Bibliothekarin und Archivarin für feministische Dokumente. Nach ihrem frühen Tod im Jahr 1936 wurde die Association des amis de la bibliothèque de Marie-Louise Bouglé (Verein der Freunde der Bibliothek von Marie-Louise Bouglé) gegründet. Sie wurde von ihrem Ehemann André Mariani präsidiert und von Henriette Sauret geleitet. Der Ehrenvorsitz ging an Cécile Brunschvicg.
Das Prinzip einer Schenkung an die einzige feministische Bibliothek der damaligen Zeit, die Bibliothek von Marguerite Durand, wurde von Marie-Louise Bouglé zu Lebzeiten aufgrund ideologischer Differenzen zwischen ihr und Marguerite Durand verworfen. Die Angehörigen Marie-Louise Bouglés versuchten, einen Aufbewahrungsort für den Nachlass zu finden, den keine Bibliothek haben wollte, weil er angeblich nicht von historischem Interesse war.
Im Jahr 1942 beschloss André Mariani, den Bestand der Nationalbibliothek zu vermachen. Schließlich erbte ihn 1946 die Bibliothèque historique de la ville de Paris. Ein erstes Inventar wurde von Maïté Albistur in ihrer 1982 erschienenen Dissertation veröffentlicht. Heute können die 6.686 Werke von Marie-Louise Bouglé in der Bibliothek eingesehen werden, und die von Marie-Louise Bouglé gesammelten Archive feministischer Persönlichkeiten werden nach und nach auf dem Portal der Patrimonialbibliotheken der Stadt Paris beschrieben.
Diese Sammlung und die Bibliothek Marguerite-Durand bewahren ein wesentliches Archiv zur Geschichte der ersten Welle des Feminismus in Frankreich auf.

## Der Fonds Bouglé
Der Nachlass von Marie-Louise Bouglé zeichnet sich durch zwei Hauptthemen aus: Suffragismus und Pazifismus. Das Interesse an diesem Bestand liegt auch in der großen Anzahl von Bildern (Fotografien, Poster, Postkarten), die in die Akten eingefügt sind.
- Die Archive von etwa 30 feministischen Persönlichkeiten aus der ersten Hälfte des 20. Jahrhunderts: Arbeitsunterlagen, Korrespondenzen, Entwürfe ihrer Schriften
- 331 Zeitschriftentitel von 1833 bis 1940
- 1.148 biografische Dossiers von Frauen, Feministinnen und manchmal auch berühmten Männern, die in ihren Beziehungen zu Frauen untersucht wurden, bestehend aus Zeitungsausschnitten.
- Dokumentation von 14 großen feministischen Kongressen von 1882 bis 1937.

### Einzelne Fonds (vermutlich nicht abschließend)
- Der Bestand Hubertine Auclert umfasst 380 Briefe von 1879 bis 1914, die sich hauptsächlich auf die Suffragettenkämpfe beziehen, sowie 450 Artikel von Hubertine Auclert.[7]
- Der Bestand Louise Bodin besteht aus der Korrespondenz zwischen Louise Bodin und Colette Reynaud von 1917 bis 1921.[8]
- Der Fonds Jeanne Bouvier sammelt die Manuskripte ihrer veröffentlichten Werke und das Dictionnaire des femmes, eine unveröffentlichte Enzyklopädie.[9]
- Der Bestand Marthe Bray enthält Dokumente zur Propaganda der Suffragisten.[10]
- Der Nachlass Ferdinand Buisson betrifft Aktionen zur Förderung des Frauenwahlrechts im Zeitraum 1898 bis 1913.[11]
- Bestand Caroline Kauffmann.[12]
- Bestand Jeanne Mélin.[13]
- Der Nachlass von Céline Renooz besteht hauptsächlich aus unveröffentlichten Memoiren, Textentwürfen und einer sehr umfangreichen Korrespondenz. Außerdem findet man hier eine gesammelte und geordnete Dokumentation, die Renooz' bevorzugte Themen und ihre Persönlichkeit widerspiegelt.[14]
- Bestand Léon Richer.[15]